# Nobuhiro Katō
Nobuhiro Katō (japanisch 加藤 順大 Katō Nobuhiro; * 11. Dezember 1984 in der Präfektur Saitama) ist ein japanischer Fußballspieler.

## Karriere
Katō erlernte das Fußballspielen in der Jugendmannschaft von Urawa Reds. Seinen ersten Vertrag unterschrieb er 2003 bei Urawa Reds. Der Verein spielte in der höchsten Liga des Landes, der J1 League. Für den Verein absolvierte er 85 Erstligaspiele. 2015 wechselte er zum Zweitligisten Omiya Ardija. 2015 wurde er mit dem Verein Meister der J2 League und stieg in die J1 League auf. Am Ende der Saison 2017 stieg der Verein wieder in die J2 League ab. Für den Verein absolvierte er 77 Ligaspiele. 2019 wechselte er zum Ligakonkurrenten Kyoto Sanga FC.

## Erfolge
Urawa Reds
- AFC Champions League

Sieger: 2007
- J1 League

Meister: 2006
Vizemeister: 2004, 2005, 2007, 2014
- J.League Cup

Sieger: 2003
Finalist: 2004, 2011, 2013
- Kaiserpokal

Sieger: 2005, 2006